# Варрант

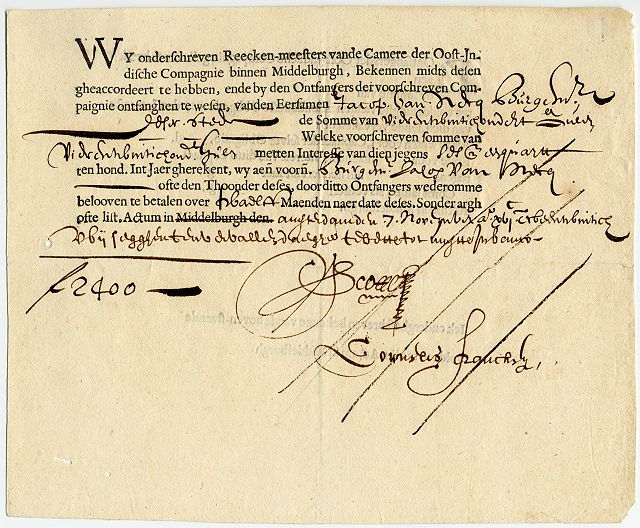
Варрант 1622 года

Варрант (англ. warrant — полномочие, доверенность) — это:
1. ценная бумага, дающая держателю право покупать пропорциональное количество акций по оговорённой цене в течение определённого промежутка времени, как правило, по более низкой по сравнению с текущей рыночной ценой[1];
2. свидетельство товарного склада о приёме на хранение определённого товара, то есть варрант — это товарораспределительный документ, который используется при продаже и залоге товара[2].

Обычно варранты используются при новой эмиссии ценных бумаг. Варрант торгуется как ценная бумага, цена которой отражает стоимость лежащих в его основе ценных бумаг.
Варранты приобрели популярность среди биржевых спекулянтов, потому что курс варранта на покупку акции, по которому он котируется на бирже, существенно ниже курса самой акции, поэтому для сохранения заданной позиции нужно меньше денег.
Срок действия варрантов достаточно велик (в чём их отличие от опционов «call»), возможен выпуск бессрочного варранта. Кроме того, варранты выпускаются компаниями-эмитентами, а опционы «call» — нет.